# Chionea olympiae
Chionea olympiae là một loài ruồi trong họ Limoniidae. Chúng phân bố ở miền Cổ bắc.